# Alfonso Ferrero La Marmora
Alfonso Ferrero La Marmora (ur. 18 listopada 1804, zm. 5 stycznia 1878) – włoski generał i polityk, jedna z czołowych postaci włoskiego Risorgimento. Był młodszym bratem generała Alessandra La Marmory.
Po okresie nauki w szkole wojskowej rozpoczął służbę w armii królestwa Sardynii w 1823 roku w stopniu porucznika artylerii. Od 1845 r. major, od 1848 r. generał brygady. Brał udział w różnych walkach wojsk piemonckich z Austrią podczas pierwszej włoskiej wojny niepodległościowej. 5 sierpnia 1848 r. uwolnił króla Karola Alberta uwięzionego w rewolucyjnym Mediolanie.
W latach 1855−1856 dowodził oddziałami sardyńskimi biorącymi udział w wojnie krymskiej. Podczas tzw. drugiej włoskiej wojny o niepodległość w 1859 r. był dowódcą wojsk sardyńskich. Od 1861 do 1864 roku był gubernatorem Neapolu. W latach 1864–1866 premier Włoch w dwóch rządach: La Marmora I do 31 grudnia 1865 i La Marmora II. Po klęsce pod Custozą został posądzony o zdradę. Broniąc się opublikował dokumenty, co uważano za zdradę tajemnic państwowych.